# Refroidissement à air
 (octobre 2017).
Si vous disposez d'ouvrages ou d'articles de référence ou si vous connaissez des sites web de qualité traitant du thème abordé ici, merci de compléter l'article en donnant les références utiles à sa vérifiabilité et en les liant à la section « Notes et références ».
En informatique, le refroidissement à air ou ventirad s'il est équipé d'un ventilateur désigne le refroidissement par un flux d'air des différents éléments d'un ordinateur, ceux-ci dégageant parfois beaucoup de chaleur, comme le microprocesseur ou le GPU. C'est le principe de refroidissement qui équipe la majorité des ordinateurs à l'heure actuelle.
Les refroidissements à air récents utilisent souvent le transfert thermique par caloduc, ce qui permet de réduire les points chauds et d'améliorer l'efficacité de la ventilation.

## Principe de fonctionnement
On distingue deux types de refroidissement : le refroidissement passif et le refroidissement actif.

### Refroidissement passif

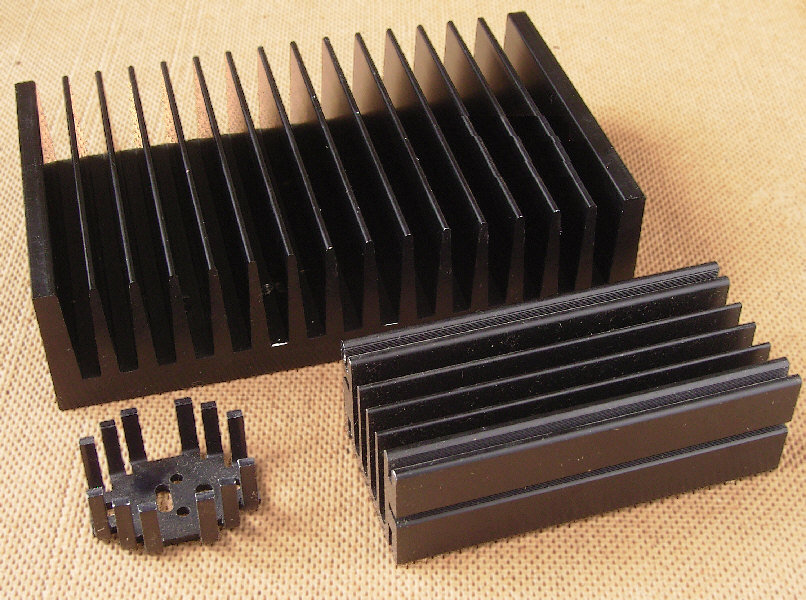
Dissipateurs thermiques.

Dans le cas d'un refroidissement passif, un simple dissipateur thermique (aussi appelé dissipateur ou radiateur) est fixé sur l'élément à refroidir. Composé d'un métal à forte conductivité thermique comme le cuivre ou l'aluminium, il offre une surface de contact entre le composant et l'air ambiant bien plus importante. La chaleur émise par le composant passe par le dissipateur thermique et est ensuite dissipée dans l'air ambiant.
Afin d'assurer un contact, un transfert thermique efficace entre le composant et le dissipateur thermique, de la pâte thermique est souvent appliquée. Elle permet d'éliminer l'air (qui est un isolant thermique) présent entre les deux surfaces.

### Refroidissement actif

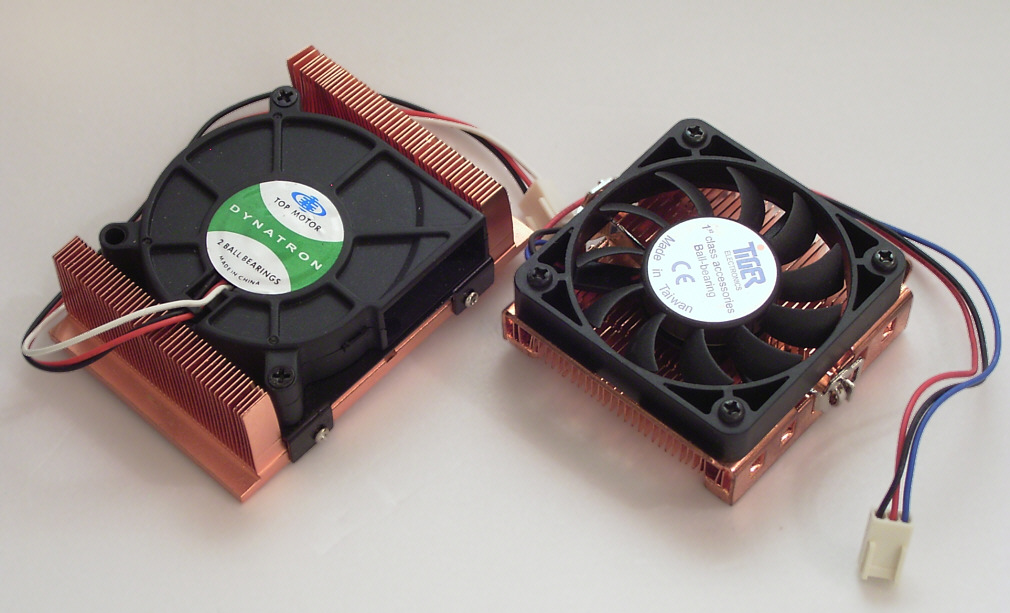
Ventirad en cuivre pour microprocesseur.

Le refroidissement actif reprend le dissipateur thermique du refroidissement à air passif et lui adjoint des caloducs et un ventilateur afin d'être plus performant. Le bloc formé par le dissipateur, les caloducs et le ventilateur est souvent appelé ventirad (de ventilateur-radiateur). Les caloducs et le ventilateur permettent d'accélérer le flux d'air sur le dissipateur, et donc d'améliorer le transfert thermique. Les caloducs permettent d’améliorer la dissipation thermique et le refroidissement.

### Cas particuliers
Les ventilateurs thermorégulés font varier automatiquement leur vitesse de rotation en fonction de la température du composant auquel ils sont rattachés. Certaines cartes mères permettent de régler automatiquement la vitesse des ventilateurs en fonction de la température des composants.
Certaines cartes mères permettent d'ajuster manuellement la vitesse de rotation à l'aide d'un potentiomètre miniature.

### Flux d'air

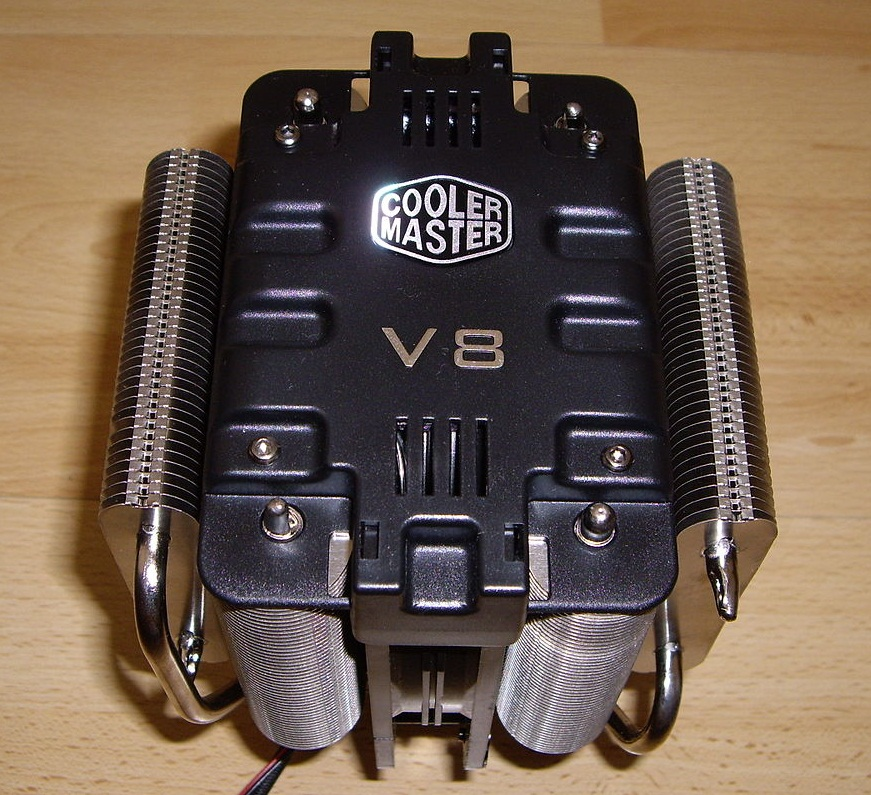
Ventirad Cooler Master v8 muni de caloducs.

La chaleur des composants étant dissipée dans l'air du boitier, la création d'un flux d'air à l'intérieur de ce dernier permet de mieux évacuer cette chaleur. La plupart des boitiers de PC actuels permettent, outre le ventilateur arrière, l'installation d'un 2e ventilateur sur la face avant, ce qui a pour avantage de créer un léger circuit d'air. L'avantage principal réside dans le fait que non seulement la chaleur des composants principaux (CPU notamment) se retrouve rejetée à l'extérieur, mais qu'en plus de l'air frais extérieur est injecté dans la tour, ce qui améliore sensiblement la température interne du PC. De plus, se situant généralement près des disques durs, ce ventilateur permet de les refroidir sans devoir faire l'acquisition d'un système de refroidissement pour ce périphérique.
Certains boitiers haut de gamme proposent d'autres emplacements pour l'installation de ventilateurs, notamment en façade, ou vers le sommet de la tour. Ces emplacements sont généralement destinés à un refroidissement de la carte graphique, ou de l'accumulation de chaleur au niveau de l'alimentation (quand celle-ci est placée dans le haut de la tour). Cela peut être utile dans le cas d'une configuration matérielle puissante qui dégagerait une quantité importante de chaleur à l'intérieur même du boitier.

### Installation d'un ventirad
Tout d'abord, commencez par éteindre votre ordinateur et débranchez-le. Ensuite, ouvrez le boîtier pour accéder à la carte mère. Si un ancien ventirad est déjà en place, retirez-le délicatement. Appliquez ensuite une fine couche de pâte thermique sur le dessus du CPU, généralement de la taille d'un grain de riz ou d'un petit pois. Placez le nouveau ventirad sur le CPU en alignant les vis ou les clips avec les supports sur la carte mère. Fixez le ventirad en serrant uniformément les vis ou en verrouillant les clips, en veillant à ce qu'il soit fermement en place mais sans trop forcer pour éviter d'endommager le processeur. Enfin, connectez le câble d'alimentation du ventilateur à l'en-tête approprié sur la carte mère. Une fois ces étapes complétées, refermez le boîtier, branchez votre ordinateur et allumez-le pour vérifier que le ventilateur fonctionne correctement.

## Éléments à refroidir

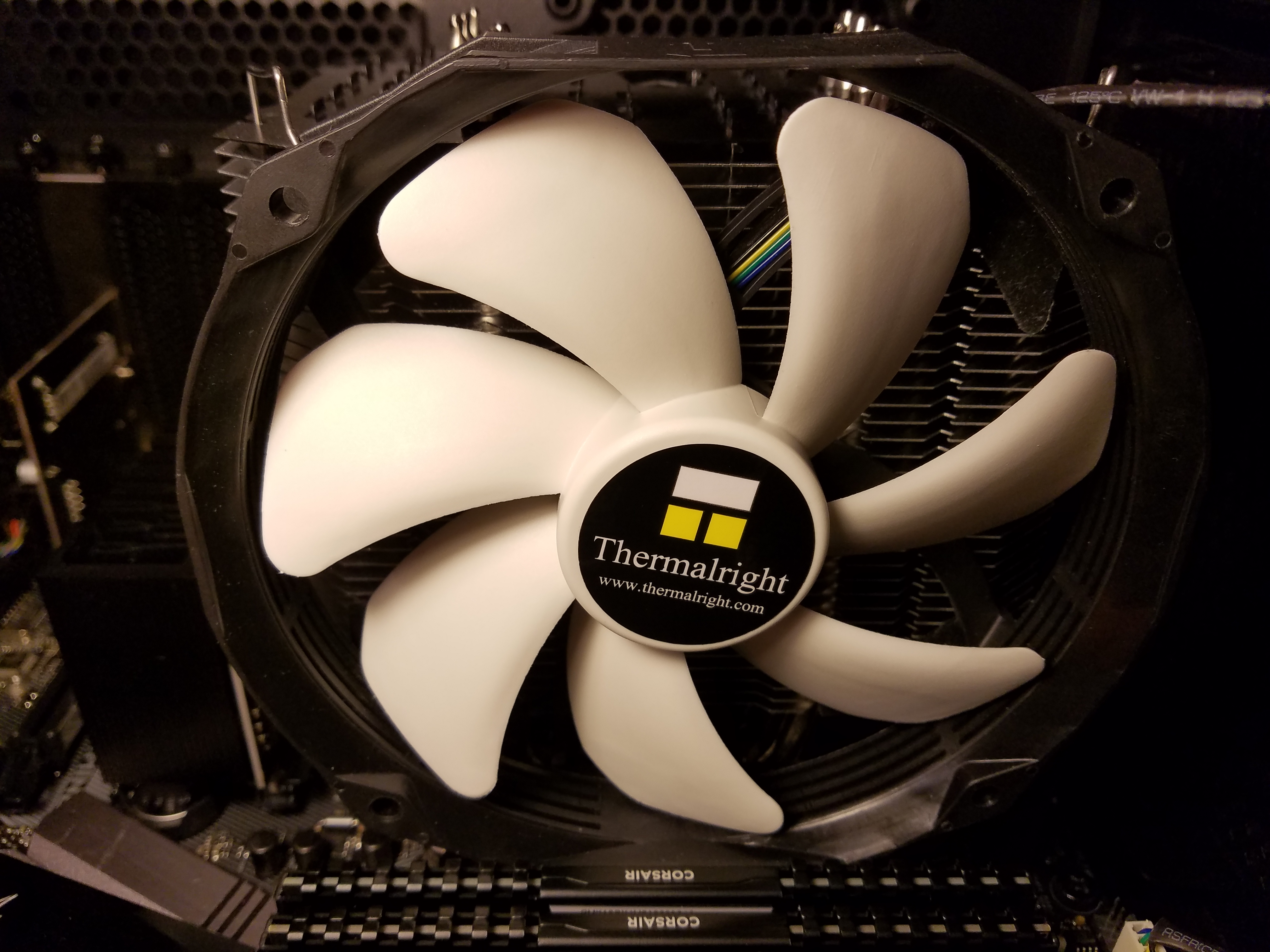
Ventirad Thermalright installé dans un boitier.

À l'heure actuelle, la majorité des ordinateurs possèdent un dispositif de refroidissement à air sur les éléments suivants :
- le bloc d'alimentation ;
- le microprocesseur (CPU) avec un ventirad ;
- le processeur graphique (GPU) de la carte graphique avec un ventirad ou un dissipateur thermique ;
- le northbridge avec un dissipateur thermique.

Mais il est également possible d'en trouver un sur ces éléments :
- la mémoire vive (RAM) avec un dissipateur thermique, voire un ventirad ;
- le southbridge avec un dissipateur thermique ;
- les MOSFET (VRM, étages d'alimentation) avec un dissipateur thermique ;
- la mémoire vidéo (VRAM) sur la carte graphique avec un dissipateur thermique ;
- les disques durs avec un dissipateur thermique.
- les SSD avec un dissipateur thermique.